# Scottish Open 2002 (Badminton)
Die Scottish Open 2002 im Badminton fanden vom 21. bis zum 24. November 2002 in Glasgow statt.

## Medaillengewinner
| Disziplin    | Gold                             | Silber                         | Bronze                             |
| ------------ | -------------------------------- | ------------------------------ | ---------------------------------- |
| Herreneinzel | Antti Viitikko                   | Thomas Kurian                  | Stanislav Pukhov                   |
| Herreneinzel | Antti Viitikko                   | Thomas Kurian                  | Johan Uddfolk                      |
| Dameneinzel  | Yuki Shimada                     | Tine Rasmussen                 | Yuan Wemyss                        |
| Dameneinzel  | Yuki Shimada                     | Tine Rasmussen                 | Katja Michalowsky                  |
| Herrendoppel | Jesper Christensen Jesper Larsen | Tommy Sørensen Jesper Thomsen  | Stanislav Pukhov Nikolai Sujew     |
| Herrendoppel | Jesper Christensen Jesper Larsen | Tommy Sørensen Jesper Thomsen  | Donal O’Halloran Bruce Topping     |
| Damendoppel  | Yuan Wemyss Kirsteen McEwan      | Nicole Grether Juliane Schenk  | Kathrin Hoffmann Katja Michalowsky |
| Damendoppel  | Yuan Wemyss Kirsteen McEwan      | Nicole Grether Juliane Schenk  | Akiko Nakashima Chihiro Ohsaka     |
| Mixed        | Robert Blair Natalie Munt        | Nikolai Sujew Marina Yakusheva | Kristof Hopp Kathrin Piotrowski    |
| Mixed        | Robert Blair Natalie Munt        | Nikolai Sujew Marina Yakusheva | Tommy Sørensen Karina Sørensen     |